# Gymnoscelis biangulata
Gymnoscelis biangulata là một loài bướm đêm trong họ Geometridae.